# Ehretia crebrifolia
Ehretia crebrifolia là loài thực vật có hoa trong họ Ehretiaceae. Loài này được (Miers) ined. mô tả khoa học đầu tiên.